# پاکستانی‌های بریتانیا

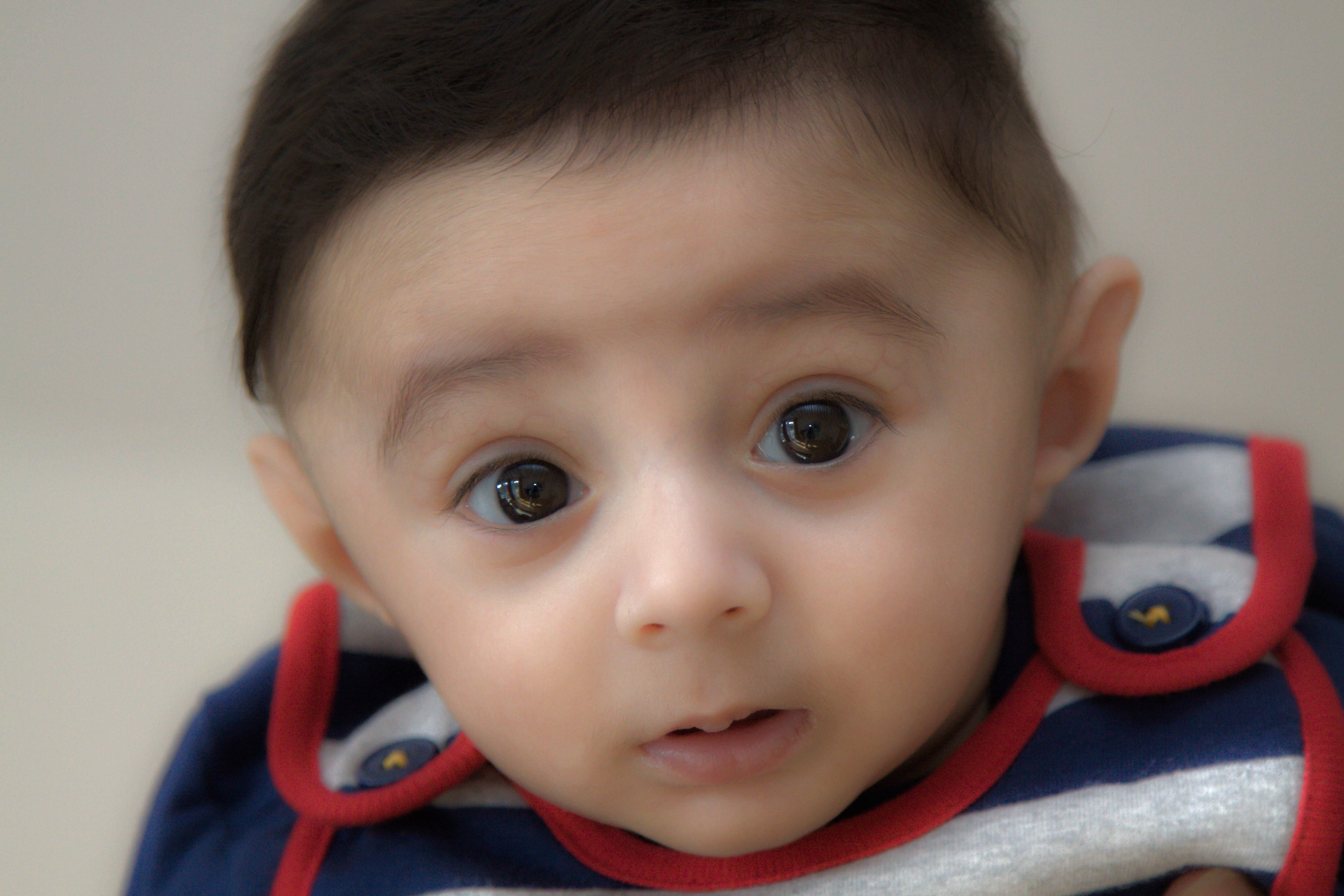
یک کودک پاکستانی_بریتانیایی

بریتانیاییهای پاکستانی یا بریتانیاییهای پاکستانی تبار به بخشی از شهروندان بریتانیا گویند که یا در پاکستان زاده شده یا تبار آنان به پاکستان برسد. بیشینه این کسان از پنجاب و کشمیر هستند و شمار کمتری از پشتونها از ایالت خیبر پختونخوا. بریتانیا میهن بخش بزرگی از دیاسپورای پاکستانی است.  آنان بخش بزرگی از بریتانیای های آسیایی را فراهم آورده‌اند.